# Airco DH.9A
O Airco DH.9A, foi um bombardeiro leve britânico monomotor projetado e usado logo antes do fim da Primeira Guerra Mundial.
Ele foi o desenvolvimento do bombardeiro mau sucedido Airco DH.9, com uma estrutura reforçada e a substituição do pouco potente motor Siddeley Puma, pelo Liberty L-12.
Como a Airco estava ocupada com o desenvolvimento do bombardeiro bimotor Airco DH.10, o projeto foi detalhado pela Westland Aircraft. O DH.9 foi equipado com novas asas de maior envergadura e uma estrutura de fuselagem reforçada.

## Variantes
| Variante                    | Característica |
| --------------------------- | --- |
| Airco DH.9A                 | Versão original. |
| de Havilland DH.9AJ         | Um protótipo com motor Bistol Jupiter. |
| de Havilland DH.9R          | Um modelo de corrida aérea com asas biplano no padrão sesquiplano e com motor Napier Lion. |
| Airco DH.15 Gazelle         | Um modelo equipado com um motor em linha BHP Atlantic. |
| Airco DH.16                 | Versão de transporte civil com fuselagem alongada e assentos para quatro passageiros em uma cabine envidraçada atrás do assento do piloto, que ficava em uma cabine aberta. Nove construídos com motores Rolls-Royce Eagle ou Napier Lion.                                                                                     |
| de Havilland DH-49          | Versão de modernização proposta com motor Rolls-Royce Eagle IX, não construído. |
| Engineering Division USD-9A | Versão construída nos Estados Unidos, 9 unidades, uma com cabine pressurizada. |
| Engineering Division USD-9B | USD-9A com motor Liberty mais potente e maior área de asas. |
| Armstrong Whitworth Tadpole | Um protótipo construído com três assentos para serviço naval de observação/reconhecimento. |
| Westland Walrus             | Versão de conversão do Tadpole com motor Napier Lion III, 36 produzidos. |
| Polikarpov R-1 e R-2        | Cópia do DH.9A construída na União Soviética, originalmente na Duks Aircraft Works sob supervisão de Nikolai Nikolaevich Polikarpov. Primeiros unidades motorizadas por um Mercedes D.IV ou Armstrong Siddeley Puma, mas muitos utilizando o motor M-5, uma cópia do motor Liberty. Mais de 2,400 construídos de 1922 até 1932 |
| Polikarpov R-1 BMW          | 20 unidades do R-1 equipados com motor BMW IVa de 240 cv (177 kW). |
| Polikarpov MR-1             | Versão de hidroavião de flutuadores duplos, 124 construídos. |
| Polikarpov PM-2             | Protótipo de hidroavião com flutuadores de metal. |